# Belle Air Europe
Belle Air Europe era uma companhia aérea italiana privada de baixo custo fundada em 2009 como uma subsidiária da Belle Air com sede em Ancona.

## História
A Belle Air Europe foi fundada em 28 de julho de 2009 e iniciou as operações em 28 de setembro de 2010. Em 26 de novembro de 2013, a Belle Air Europe encerrou as operações devido a problemas financeiros, dois dias depois que a empresa-mãe Belle Air encerrou as operações.

## Frota

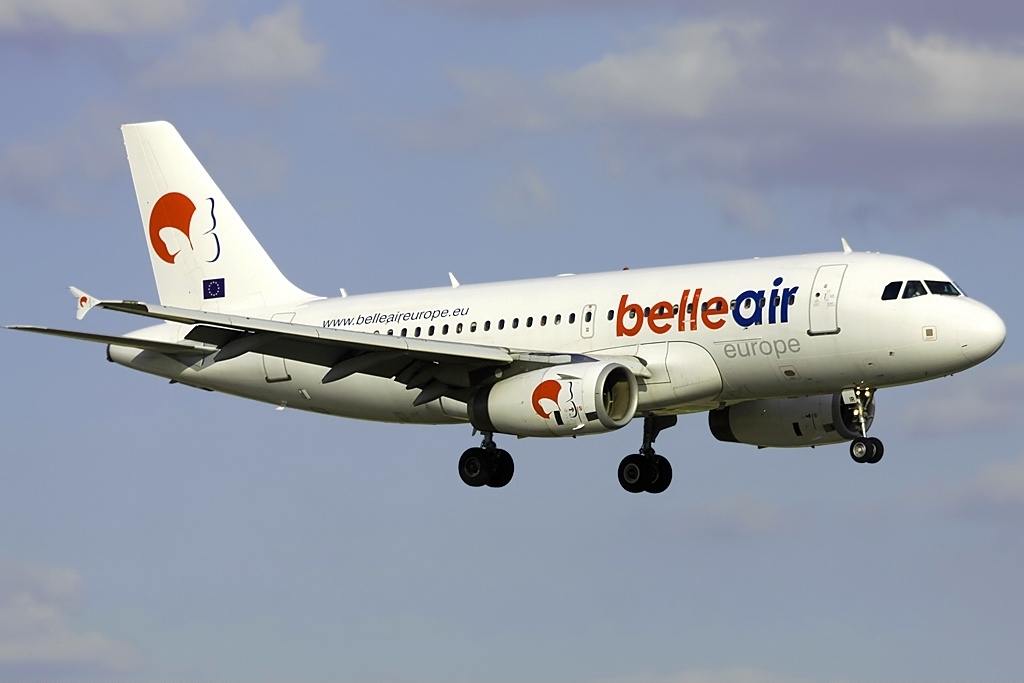
Um Airbus A319-100 da Belle Air Europe

A frota da Belle Air Europe consistia nas seguintes aeronaves (Novembro de 2013):
| Aeronaves       | Em Serviço | Ordens | Passageiros | Notas |
| --------------- | ---------- | ------ | ----------- | ----- |
| ATR 72-200      | 1          | –      | 68          |       |
| Airbus A319-100 | 1          | –      | 144         |       |
| Airbus A320-200 | 1          | –      | TBA         |       |
| Total           | 3          | 0      |             |       |